# Tháng ba
Tháng ba là tháng thứ ba theo Lịch Gregorius, với 31 ngày.

## Những sự kiện trong tháng 3
- 11 tháng 3 – Ngày Tổ chức Y tế Thế giới (WHO) chính thức tuyên bố COVID-19 là đại dịch toàn cầu

## Sự kiện vào tháng 3
- Vào mọi chủ nhật trong tháng 3, các cuộc thi trượt tuyết băng đồng Vasaloppet diễn ra ở Thụy Điển để tỏ lòng tôn kính chuyến trượt tuyết của hoàng đế Gustav Vasa vào năm 1520.
- Ngày 3 tháng 3 là Ngày Truyền thống Bộ đội Biên phòng Việt Nam
- Ngày 8 tháng 3 là Ngày Quốc tế Phụ nữ.
- Ngày 10 tháng 3: Giải phóng Buôn Ma Thuột, mở đầu cho chiến dịch giải phòng toàn Tây Nguyên.
- Ngày 11 tháng 3 là Tưởng niệm động đất, sóng thần ở Nhật Bản năm 2011.
- Ngày 15 tháng 3 là ngày Quyền của người tiêu dùng Việt Nam.
- Ngày 17 tháng 3 là Lễ Thánh Patrick, một trong những ngày lễ chung ở Ireland. Theo Lịch Ireland, tháng này gọi là Márta và tháng này là tháng ở giữa mùa xuân.
- Ngày 20 tháng 3 là Ngày Quốc tế Hạnh phúc.
- Ngày 21 tháng 3: Xuân phân.
- Ngày 22 tháng 3 là Ngày nước sạch thế giới
- Ngày 24 tháng 3: Giải phóng tỉnh Quảng Nam
- Ngày 29 tháng 3: Giải phóng thành phố Đà Nẵng
- Ngày 25 tháng 3 là Ngày lễ Mẹ ở Vương quốc Liên hiệp Anh và Bắc Ireland; Lễ Truyền Tin
- Lễ Phục Sinh là một chủ nhật từ ngày 22 tháng 3 đến ngày 25 tháng 4.
- Ngày 26 tháng 3 là ngày thành lập Đoàn Thanh niên Cộng sản Hồ Chí Minh
- Ngày 27 tháng 3 là ngày truyền thống ngành thể thao Việt Nam[1].
- Ngày 27 tháng 3 Thảm họa sân bay Tenerife, vụ tai nạn thản khốc nhất lịch sử hàng không
- Ngày 28 tháng 3 là ngày Truyền thống dân quân tự vệ.

## Tam khoa
- Tháng 3 bắt đầu vào cùng ngày trong tuần lễ với tháng 11 vào bất kỳ năm nào và với tháng 2 vào những năm thường.